# Fenyes Szelek
Fenyes Szelek (en español, La confrontación) es una película dirigida en 1968 por el director húngaro Miklós Jancsó. En ella, un grupo de estudiantes comunistas toma un monasterio con el fin de convencer a los seminaristas de la validez del marxismo. Pronto surgen divergencias dentro del propio grupo, y los más moderados son superados por los partidarios de una línea dura contra los seminaristas que se niegan a colaborar. La película está protagonizada por Lajos Balázsovits y Andrea Drahota.
Estaba previsto que la película fuera estrenada en el Festival de Cannes 1968, que finalmente nunca tuvo lugar por la solidaridad de algunos de sus directores con el movimiento estudiantil parisino.
- Datos: Q921494